# Паре-су-Бриай
Паре́-су-Бриа́й (фр. Paray-sous-Briailles) — коммуна во Франции, находится в регионе Овернь. Департамент коммуны — Алье. Входит в состав кантона Сен-Пурсен-сюр-Сиуль. Округ коммуны — Мулен.
Код INSEE коммуны — 03204.

## Население
Население коммуны на 2008 год составляло 623 человека.
| 1962 | 1968 | 1975 | 1982 | 1990 | 1999 | 2008 |
| ---- | ---- | ---- | ---- | ---- | ---- | ---- |
| 524  | 570  | 513  | 529  | 495  | 538  | 623  |

## Экономика
В 2007 году среди 387 человек в трудоспособном возрасте (15—64 лет) 282 были экономически активными, 105 — неактивными (показатель активности — 72,9 %, в 1999 году было 73,3 %). Из 282 активных работали 259 человек (147 мужчин и 112 женщин), безработных было 23 (10 мужчин и 13 женщин). Среди 105 неактивных 29 человек были учениками или студентами, 40 — пенсионерами, 36 были неактивными по другим причинам.

## Достопримечательности
- Замок Кордебёф (XV век)